# Podkozara Donja (Federacja Bośni i Hercegowiny)
Podkozara Donja – wieś w Bośni i Hercegowinie, w Federacji Bośni i Hercegowiny, w kantonie bośniacko-podrińskim, w mieście Goražde. W 2013 roku liczyła 97 mieszkańców, z czego większość stanowili Serbowie.